# Zegen
Zegen é um filme de drama japonês de 1987 dirigido e escrito por Shohei Imamura e Kota Okabe. Foi selecionado como representante do Japão à edição do Oscar 1988, organizada pela Academia de Artes e Ciências Cinematográficas.

## Elenco
- Mitsuko Baisho - Shiho
- Bang-ho Cho - Komashitai
- Yuki Furutachi
- Shino Ikenami - Tome
- Kozo Ishii - Kumai
- Satoko Iwasaki
- Kurenai Kanda - Otsuno
- Choichiro Kawarazaki - Kunikura
- Chun Hsiung Ko - Wang
- Hiroyuki Konishi - Uehara
- Mami Kumagaya - Kino
- Leonard Kuma - Shop owner
- Norihei Miki - Asanaga
- Ken Ogata - Iheiji Muraoka
- Sanshô Shinsui - Chota
- Tetta Sugimoto - Genkichi
- Minori Terada - Hisamitsu
- Taiji Tonoyama - Shimada
- Fujio Tsuneta - Nishiyama
- Kimiko Yoshimiya - Takeyo